# Ankieng Barat
Ankieng Barat is een bestuurslaag in het regentschap Bireuen van de provincie Atjeh, Indonesië. Ankieng Barat telt 297 inwoners (volkstelling 2010).